# Crocothemis saxicolor
Crocothemis saxicolor é uma espécie de libelinha da família Libellulidae.
Pode ser encontrada nos seguintes países: Malawi, Moçambique, Zâmbia, Zimbabwe, possivelmente Libéria e possivelmente em Serra Leoa.
Os seus habitats naturais são: florestas subtropicais ou tropicais húmidas de baixa altitude, matagal árido tropical ou subtropical, matagal húmido tropical ou subtropical e rios.
Está ameaçada por perda de habitat.